# Nationale Pleitmarathon
De Nationale Pleitmarathon (NPM) is een jaarlijkse pleitwedstrijd die wordt georganiseerd sinds 1991. Deelname aan deze wedstrijd staat open voor civielrechtelijke pleitverenigingen van negen universiteiten. De nog studerende deelnemers aan de wedstrijd strijden, door middel van een team, bestaande uit studenten, om de titels 'Beste Pleiter' en 'Beste Rechtbank' van studerend Nederland.

## Opzet
De casus voor de Nationale Pleitmarathon worden enkele weken voor de wedstrijd bekendgemaakt. Hierdoor hebben de deelnemers de gelegenheid zich te verdiepen in de juridische vraagstukken die spelen in deze fictieve geschillen.
De deelnemende verenigingen leveren teams van zeven deelnemers die allen staan ingeschreven als student aan de door hun vereniging vertegenwoordigde universiteit. Het team valt onder te verdelen in twee pleitteams van twee personen en een rechtbankteam van drie personen. De pleitteams en de rechtbankteams proberen zich via twee voorronden te plaatsen voor de finale. In de finale strijden twee pleitteams en twee rechtbankteams tegen elkaar om de titel beste pleitteam en beste rechtbankteam.
Traditioneel wordt winst bij de pleitteams hoger gewaardeerd dan winst bij de rechtbankteams. Dit komt mede omdat de vereniging van het winnende pleitteam volgens het reglement de volgende editie van de NPM organiseert. Dit brengt met zich mee dat de NPM telkens in een andere universiteitsstad wordt gehouden. Voor de deelnemende verenigingen levert dit veel extra publiciteit op binnen de eigen universiteit en onder potentiële werkgevers en sponsoren.

## Jurering
Beoordeling van de teams is in handen van een jury bestaande uit rechters (o.a. raadsheren van de Hoge Raad), advocaten en hoogleraren. De jury beoordeelt de deelnemers zowel op juridische inhoud als op schriftelijke en mondelinge vaardigheden.

## Edities
De organisatie van de editie in 2013 lag in handen van Pleitgenootschap Gaius. De wedstrijd die plaatsvond op 27 april 2013 in de rechtbank Limburg, vestiging Maastricht is door het pleitteam van DiCiT uit Tilburg gewonnen. Het team van Studievereniging Sirius/Pleitgenootschap Eggens uit Utrecht zegevierde bij de rechtbankteams. De overwinning van DiCiT brengt mee dat in 2014 de Nationale Pleitmarathon werd georganiseerd in Tilburg. 
Op vrijdag 24 en zaterdag 25 mei 2019 vond de Nationale Pleitmarathon plaats bij het Gerechtshof Amsterdam na de winst van CICERO in 2018. Mikel Remmerswaal en Davey Herfst hebben toen namens D.J. Veegens de pleitwedstrijd gewonnen. Daarom wordt de volgende editie van de NPM in Rotterdam georganiseerd.
Door de coronapandemie bleek het onmogelijk om de NPM in 2020 en 2021 in Rotterdam te organiseren. Daarom vindt de 29ste editie van de NPM na twee jaren van afwezigheid op 21 mei 2022 plaats op de Rechtbank Rotterdam. Deze editie wordt georganiseerd door voorzitter Mikel Remmerswaal, secretaris Paul Hoynck van Papendrecht en penningmeester Myrthe Kallen.
De 31e editie van de NPM vond in 2023 plaats bij het Paleis van Justitie van Arnhem. Op vrijdag 17 en zaterdag 18 mei 2024 vond de 32e editie van de NPM eveneens plaats bij het Paleis van Justitie van Arnhem. Beide wedstrijden werden door Pleitgenootschap Rota Carolina gewonnen en respectievelijk door Pleitgenootschap Rota Carolina en Amsterdams pleitgezelschap CICERO als rechtbankteam.
De 33e editie van de NPM vond plaats op vrijdag 16 en zaterdag 17 mei 2025 in Rechtbank Amsterdam. Pleitvereniging D.J. Veegens heeft gewonnen als pleitteam en Juridisch Pleitdispuut Tobias Asser als rechtbankteam.
De 34e editie in 2026 zal worden georganiseerd door Pleitvereniging D.J. Veegens en plaatsvinden in Rotterdam.

## Deelnemende universiteiten
De volgende universiteiten zijn vertegenwoordigd op de Nationale Pleitmarathon:
- Radboud Universiteit (vertegenwoordigd door Pleitgenootschap Rota Carolina)
- Universiteit van Amsterdam (vertegenwoordigd door Amsterdams pleitgezelschap CICERO)
- Vrije Universiteit Amsterdam (vertegenwoordigd door Amsterdams pleitgezelschap CICERO)
- Rijksuniversiteit Groningen (vertegenwoordigd door Civielrechtelijke vereniging Diephuis)
- Universiteit van Tilburg (vertegenwoordigd door Pleitdispuut DiCit)
- Universiteit Maastricht (vertegenwoordigd door Pleitgenootschap Gaius)
- Universiteit Leiden (vertegenwoordigd door Juridisch Pleitdispuut Tobias Asser)
- Erasmus Universiteit Rotterdam (vertegenwoordigd door Pleitvereniging D.J. Veegens)
- Universiteit Utrecht (dubbel vertegenwoordigd door Molengraaff Dispuut en Pleitgenootschap Eggens)

## Organisatie
Op basis van het reglement organiseert de vereniging waarvan het winnende pleitteam deel uitmaakt in beginsel de Nationale Pleitmarathon van het volgende jaar. Het is echter een vereniging niet toegestaan de Nationale Pleitmarathon te organiseren indien zij dit in de voorafgaande twee jaren heeft gedaan. In dit laatste geval komt de organisatie toe aan het winnende rechtbankteam.

## Overzicht van winnende pleitteams en rechtbankteams
De volgende verenigingen hebben in de loop der jaren respectievelijk gewonnen als pleitteam en als rechtbankteam:
|      | Winnend pleitteam                                                                     | Winnend rechtbankteam                                                                                          |
| ---- | ------------------------------------------------------------------------------------- | --- |
| 1991 | Pleitgenootschap Rota Carolina - Dennis Faber - Janette Beuving                       | Utrechts Pleitgezelschap                                                                                       |
| 1992 | Pleitgenootschap Rota Carolina - Arjen Huisman - Erna Vrijhoeven                      | Pleitgenootschap Rota Carolina - Jos Leferink - Simone Hulsen - Sjes Collenteur                                |
| 1993 | Pleitgenootschap Gaius                                                                | Pleitvereniging D.J. Veegens                                                                                   |
| 1994 | Pleitvereniging D.J. Veegens                                                          | Pleitgenootschap Rota Carolina                                                                                 |
| 1995 | Pleitvereniging D.J. Veegens - Natalie Vloemans - Angenita Pex                        | Civielrechtelijke vereniging Gerhardus Diephuis                                                                |
| 1996 | Pleitgenootschap Rota Carolina - Arthur van Weverwijk                                 | Pleitvereniging D.J. Veegens - Sander Hazewinkel - Freek Barwegen - Jeanette Maat                              |
| 1997 | Pleitgenootschap Rota Carolina                                                        | Civielrechtelijke vereniging Gerhardus Diephuis                                                                |
| 1998 | Pleitgenootschap Rota Carolina                                                        | Amsterdams Pleitgezelschap CICERO                                                                              |
| 1999 | Amsterdams Pleitgezelschap CICERO                                                     | Amsterdams Pleitgezelschap CICERO                                                                              |
| 2000 | Civielrechtelijke vereniging Gerhardus Diephuis - Pieter Huitema - Erik Koppe         | Civielrechtelijke vereniging Gerhardus Diephuis - Annelies Wilken - Eva Wolfert - Klaas Jan Veenstra           |
| 2001 | Pleitgenootschap Rota Carolina                                                        | Pleitgenootschap Gaius                                                                                         |
| 2002 | Civielrechtelijke vereniging Gerhardus Diephuis                                       | Pleitgenootschap Rota Carolina                                                                                 |
| 2003 | Civielrechtelijke vereniging Gerhardus Diephuis                                       | Civielrechtelijke vereniging Gerhardus Diephuis                                                                |
| 2004 | Pleitgenootschap Gaius - Jelmer Procee - Kirstin Nijburg                              | Pleitgenootschap Gaius - Bas Maassen - Mark Litthooij - Werner Boer                                            |
| 2005 | Amsterdams Pleitgezelschap CICERO                                                     | Pleitvereniging D.J. Veegens                                                                                   |
| 2006 | Pleitgenootschap Gaius - Francis Uijleman - Suzanne van Reedt Dortland                | Pleitgenootschap Gaius - Babette Vos - Christiaan Hemmink - Inge Pieters                                       |
| 2007 | Pleitvereniging D.J. Veegens - Henk Raven - Martijn Rijnhart                          | Pleitgenootschap Rota Carolina                                                                                 |
| 2008 | Pleitgenootschap Gaius - Christiaan Hemmink - Wouter Geertsen                         | Studievereniging Sirius                                                                                        |
| 2009 | Pleitgenootschap Rota Carolina - Chantal Keilholtz - Gert-Jan van de Lagemaat         | Civielrechtelijke vereniging Gerhardus Diephuis                                                                |
| 2010 | Pleitgenootschap Rota Carolina - Gea Zandstra - Maud van Lent                         | Studievereniging Sirius                                                                                        |
| 2011 | Studievereniging Sirius                                                               | Civielrechtelijke vereniging Gerhardus Diephuis                                                                |
| 2012 | Pleitgenootschap Gaius - Anne Marie van Venrooij - Bastiaan Kemp                      | Civielrechtelijke vereniging Gerhardus Diephuis - Jonathan Bakker                                              |
| 2013 | Magister JFT \| DiCiT - Bert van den Boom - Loes van Puijenbroek                      | Studievereniging Sirius - Dewi Bon - Paul Blok - Tamar Bastiaan                                                |
| 2014 | Pleitgenootschap Rota Carolina - Jeroen Alberda - Rens Markus                         | Pleitgenootschap Rota Carolina - Paul Gies - Rian Bobbink - Timothy Manoj Bissessa                             |
| 2015 | Pleitgenootschap Rota Carolina - Koen van Vught - Maarten ten Brink                   | Civielrechtelijke vereniging Gerhardus Diephuis - Iris Reidsma - Manon Koning - Martin Stoffels                |
| 2016 | Civielrechtelijke vereniging Gerhardus Diephuis - Hilde Hidding - Ruben Laméris       | Civielrechtelijke vereniging Gerhardus Diephuis - Mark van der Meijs - Martin Stoffels - Suzanne Gankema       |
| 2017 | Civielrechtelijke vereniging Gerhardus Diephuis - Anyke Bakker - Hannelore Vanderveen | Pleitgenootschap Rota Carolina - Rick van Gestel - Sandro Triches - Martijn Bugter                             |
| 2018 | Amsterdams Pleitgezelschap CICERO - Luuk Admiraal - Larissa van der Linden            | Pleitgenootschap Rota Carolina - Foruq Wahedi - Henk Oosterdijk - Laura Faassen                                |
| 2019 | Pleitvereniging D.J. Veegens - Davey Herfst - Mikel Remmerswaal                       | Civielrechtelijke vereniging Gerhardus Diephuis - Frank Barneveld - Jarieke Timmerman - Marlinde Klein Ganseij |
| 2020 | Vanwege corona verplaatst naar 2022                                                   | Vanwege corona verplaatst naar 2022                                                                            |
| 2021 | Vanwege corona verplaatst naar 2022                                                   | Vanwege corona verplaatst naar 2022                                                                            |
| 2022 | Pleitgenootschap Rota Carolina - Rachel Le Loux - Robin Hermans                       | Pleitgenootschap Gaius - Fenna Beulen - Rick Ponjee - Tom Raaijmakers                                          |
| 2023 | Pleitgenootschap Rota Carolina - Joske Wein - Shushan Mechitaryan                     | Pleitgenootschap Rota Carolina - Hidde de Boer - Joonas van der Kolk - Merit Brunsveld                         |
| 2024 | Pleitgenootschap Rota Carolina - Merit Brunsveld - Sjoerd Winters                     | Amsterdams Pleitgezelschap CICERO - Fabian Que - Ilse Bleeker - Naomi Boguta                                   |
| 2025 | Pleitvereniging D.J. Veegens - Daniël Spierings - Jorn Bouma                          | Juridisch Pleitdispuut Tobias Asser - Julia Willemsen - Niek van Delden - Sjors Bartels                        |

## Bekende (oud-)deelnemers
Bekende (oud-)deelnemers zijn: 
- prof. mr. N.E.D. (Dennis) Faber, hoogleraar Burgerlijk Recht, in het bijzonder Onderneming en Recht, aan Radboud Universiteit, lid winnend pleitteam 1991
- mr. dr. J. (Jannette) Beuving, lid Eerste Kamer namens de PvdA, lid winnend pleitteam 1991
- prof. dr. mr. B. (Bastiaan) Kemp, hoogleraar Corporate Governance en Corporate Regulation bij Universiteit Maastricht, lid winnend pleitteam 2012